# Kitwanga River
Der Kitwanga River ist ein etwa 64 km langer orographisch rechter Nebenfluss des Skeena River im Nordwesten der kanadischen Provinz British Columbia.

## Flusslauf
Der Kitwanga River entspringt in den Nass Ranges, einem Gebirgszug zwischen Nass River und Skeena River, auf einer Höhe von etwa 1200 m. Er fließt anfangs knapp 20 km in nördlicher, später in östlicher Richtung durch das Gebirge und mündet in das nördliche Ende des Kitwancool Lake. Diesen verlässt er an dessen südlichem Seeende und strömt noch 31 km in überwiegend südlicher Richtung, bevor er bei der Ortschaft Kitwanga (Gitwangak), 30 km südwestlich von Hazelton, in den Skeena River mündet. Hauptnebenflüsse des Kitwanga River sind Moonlit Creek von links und Kitwancool Creek von rechts. Etwa 20 km oberhalb der Mündung liegt die Siedlung Gitanyow. Der British Columbia Highway 37 (Stewart-Cassiar Highway) folgt unterhalb dem Kitwancool Lake dem Flusslauf.

## Hydrologie
Der Kitwanga River entwässert ein Areal von ungefähr 833 km². Sein Einzugsgebiet grenzt im Norden an das des Cranberry River, einem Nebenfluss des Nass River. Im Westen wird das Einzugsgebiet von den Nass Ranges, im Osten von der Kispiox Range begrenzt. Der mittlere Abfluss bei Hochwasser (MHQ) beträgt etwa 68,4 m³/s. Die größten Abflüsse treten in den Monaten Mai und Juni während der Schneeschmelze auf.

## Fischfauna
Der Kitwancool Lake gilt als ein bedeutendes Laichgebiet des Rotlachses (Oncorhynchus nerka) in British Columbia. Da der Fischbestand als bedroht gilt, wurde 4 km oberhalb der Mündung eine Fischzählstation eingerichtet. Zwischen dem 13. Juli und dem 12. Oktober 2011 wurden dort 2366 Rotlachse, 845 Königslachse, 68.410 Buckellachse, 460 Ketalachse sowie 1422 Silberlachse erfasst. Daneben kommen im Kitwanga River u. a. folgende Fischarten vor: Stahlkopfforelle, Regenbogenforelle, Cutthroat-Forelle, Dolly-Varden-Forelle, Stierforelle und Prosopium williamsoni (Mountain Whitefish).